# Euryusa castanoptera
Euryusa castanoptera är en skalbaggsart som beskrevs av Ernst Gustav Kraatz 1856. Euryusa castanoptera ingår i släktet Euryusa, och familjen kortvingar. Enligt den svenska rödlistan är arten nära hotad i Sverige. Arten förekommer i Götaland, Svealand, Nedre Norrland och Övre Norrland. Artens livsmiljö är skogslandskap.